# Bad Alexandersbad
Bad Alexandersbad est une commune de Bavière (Allemagne), située dans l'arrondissement de Wunsiedel im Fichtelgebirge, dans le district de Haute-Franconie.

## Histoire
La ville est connue pour ses eaux minérales-thermales à la température de 7 degrés centigrades, contenant un mélange de sel et d'acide carbonique. Cette source fut découverte en 1734, et l'établissement de bains fondé en 1782, par ordre du margrave Alexandre.
Près de la ville se trouve le château de Luisenburg, ainsi nommé du séjour qu'y fit la reine Louise de Prusse, femme de Frédéric-Guillaume III.

## Source
- Dezobry et Bachelet, Dictionnaire de biographie, t.1, Ch.Delagrave, 1876, p.48